# Gunung Bedibon
Gunung Bedibon är ett berg i Indonesien.   Det ligger i provinsen Aceh, i den västra delen av landet, 1 600 km nordväst om huvudstaden Jakarta. Toppen på Gunung Bedibon är 1 716 meter över havet, eller 153 meter över den omgivande terrängen. Bredden vid basen är 1,5 km.
Terrängen runt Gunung Bedibon är kuperad åt sydost, men åt nordväst är den bergig.Runt Gunung Bedibon är det glesbefolkat, med 17 invånare per kvadratkilometer. I omgivningarna runt Gunung Bedibon växer i huvudsak städsegrön lövskog.